# Марцін Калиновський (кам'янецький каштелян)
Марцін Калиновський (іноді Мартин; пол. Marcin Kalinowski, бл. 1640/1660 — після 6 грудня 1738) — польський шляхтич, військовик, урядник Корони Польської в Речі Посполитій, меценат. Представник роду Калиновських гербу «Калинова».

## Життєпис

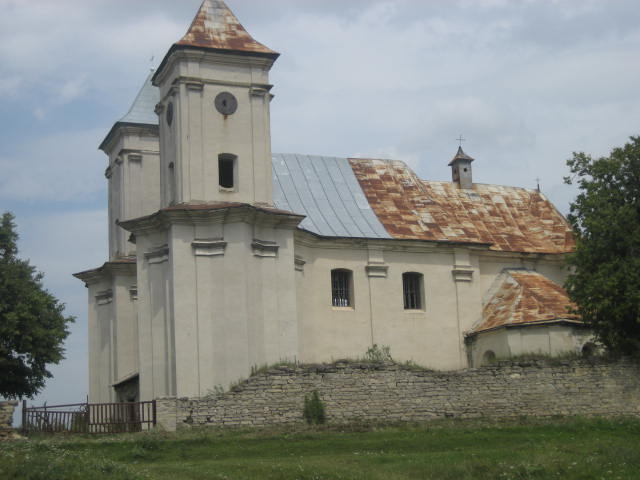
Місце поховання

Син галицького чесника Валентія Яна Калиновського та його дружини Евфрозини Бидловської.
Відомостей про молоді роки мало; дорослим казав, що не хотів навчатися. Рано почав військову службу, брав участь у війні з турками. Можливо, 1690-го потрапив до татарського полону; це його просив батько у короля Яна ІІІ, підтримуваний сеймиком у Вишні, обміняти на полоненого-липка.
Після поновлення на троні Августа ІІ належав до його прихильників, підтримував його на раді Варшавській 1710 року. Весною 1711 отримав завдання зміцнити артилерію Кам'янця-Подільського та Окопів; восени був реґіментарем партії, що знаходилась на Покутті із завданням стерегти кордон від «станіславчиків», які збирались біля нього; з їх маєтків брав засоби для утримання війська. В середині лютого 1712 перейшов на сторону противника разом із залогою Снятина, коли до міста наблизилися відділи Кшиштофа Урбановіча. Під час провстання Перебийноса разом з іншими коронними військами був висланий на Поділля, тому противник Ян Ґрудзіньскі зміг вдертись на Покуття, спішним маршем піти на Краків.
1713 року брав участь у зборі військ під Глинянами. Рішуче відкинув намагання Пилипа Орлика впустити його на територію України, не зважив на підтримку П. Орлика ханом, вислав до нього посла з підкресленням прав Речі Посполитої до України. Намагався сприяти поверненню Юзефа Потоцького до краю. Тоді через пограбування його маєтностей Сасами охолов до Августа ІІ. Влітку 1717 перебував у таборі терногородських конфедератів у Красноставі.
Посади: каштелян Кам'янця-Подільського (з 18 квітня 1712 р. до смерті), вінницький староста (з 1709 р.), регіментар коронного війська, стражник військовий (у 1707 р.). Ймовірно, був 1702-го підстолієм брацлавським. 1703 р. підчаший галицький, восени 1705 реґіментар польської партії, був скерований на зимовий постій до Київського Полісся.
Був похований у крипті фундованого ним домініканського костелу в Сидорові.

### Сім'я
Був одружений з Ганною Катажиною з Тарновських гербу Роліч, дочкою теребовельського хорунжого. Син — Людвік Калиновський. 1720 року цедував (відступив) синові Вінницьке староство, 1736 — панцерну корогву.